# Joseph Werner
 (septembre 2022).
Pour les articles homonymes, voir Werner.
Joseph Werner est un peintre suisse, né à Berne le 22 juin 1637 et mort le 21 septembre 1710.

## Biographie
Il fut élève de son père et de Matthieu Merian. Les dispositions de l'élève frappèrent le maître, qui lui conseilla de voyager en Italie, et le confia à un riche amateur, plein de goût, nommé Muller, qui se rendait à Rome. Ce nouveau protecteur prit Werner en amitié, le défraya, l'aida de ses conseils, et lui facilita tous les moyens de rendre fructueux son séjour en Italie. 
Le jeune artiste ne resta pas un instant oisif. Il dessinait, copiait tout ce qui lui semblait digne d'attention ; et l'on est étonné du nombre de dessins et de tableaux qu'il fit en si peu de temps. Il s'adonna d'abord à la peinture à l'huile, puis à la fresque ; mais la nécessité où l'on est dans ce dernier genre de peinture de terminer très vite, et le goût décidé qu'il avait pour le beau fini, lui firent abandonner l'un et l'autre genre ; il se livra exclusivement à la miniature, pour laquelle il avait le plus rare talent. Ne voulant pas se borner à peindre le portrait, il traita l'histoire en miniature avec une égale supériorité. Malgré la petitesse du cadre et l'exiguïté des figures, il avait l'art de conserver la proportion des figures, l'expression vive et exacte des passions et tout l'effet d'un grand tableau. 
Sa réputation se répandit dans toute l'Europe ; et Louis XIV l'appela à sa cour. Arrivé à Versailles, Werner peignit plusieurs fois le portrait du monarque, et il composa à sa louange plusieurs sujets allégoriques, pleins d'esprit et parfaitement peints. Ce fut à cette époque qu'il contracta avec Quinault une amitié intime, et qu'il fit pour ce poète une quantité de jolis petits tableaux, parmi lesquels on distinguait les Muses sur le Parnasse, Diane, Flore, la Mort de Didon, Artèmise et Cadmus vainqueur du dragon. Malgré la faveur dont l'honorait Louis XIV, qui se plaisait souvent à venir le voir travailler, il ne put résister au désir de revoir sa patrie. Il est inutile de dire combien est absurde l'imputation de ceux qui ont accusé Lebrun d'avoir, par sa jalousie, forcé Werner à quitter la France. 

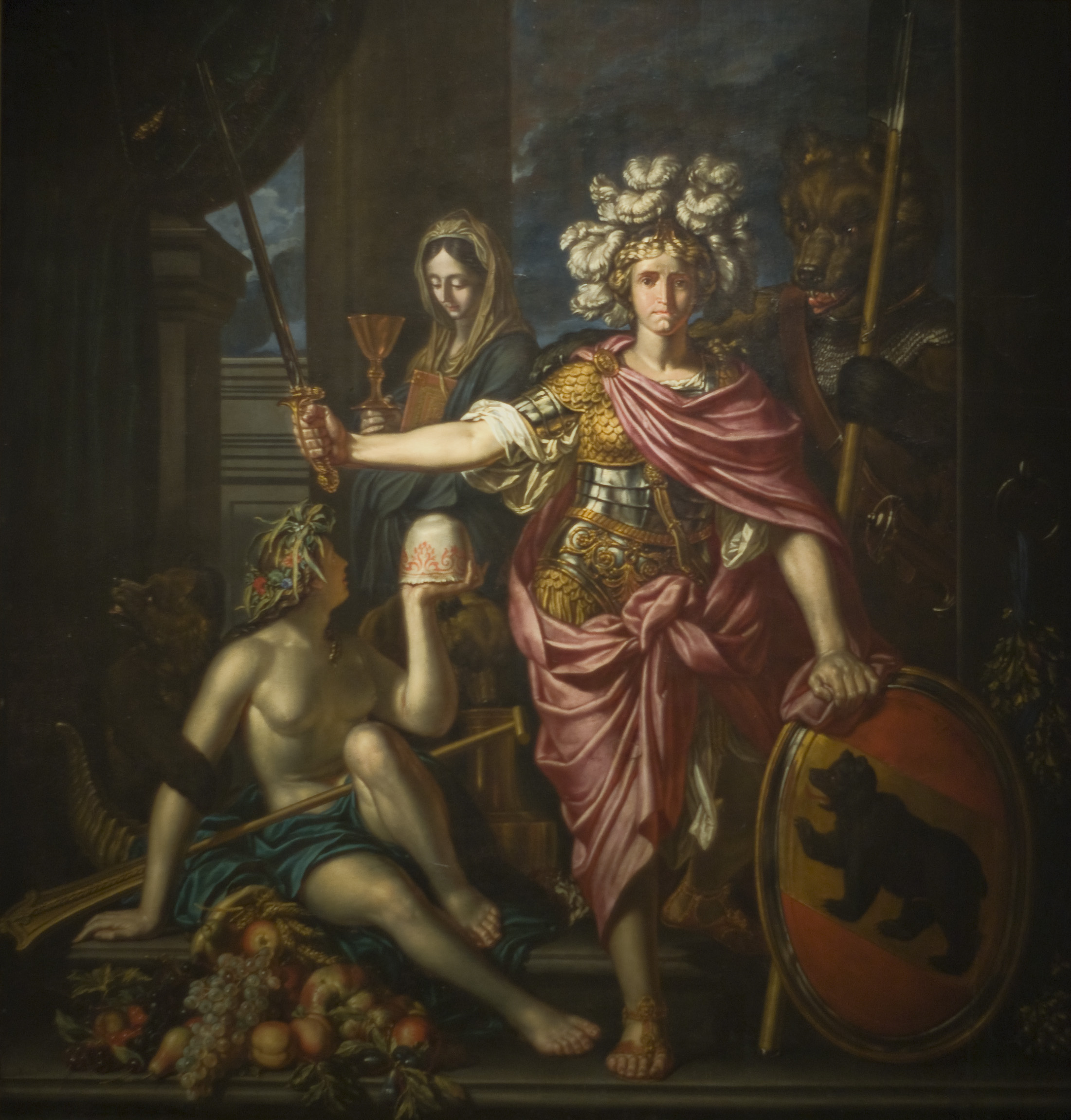
Allégorie du canton de Berne.

De retour en Allemagne, ce peintre épousa, en 1667, à Augsbourg, Susanne Meyer, et fut employé par l'archiduchesse de Bavière, pour laquelle il fit sept tableaux représentant la Vie de la Vierge. De là il se rendit à Inspruck, où ses ouvrages obtinrent un égal succès. C'est vers cette époque qu'il se remit à peindre à l'huile. Il fit, pour l'électeur de Bavière, un Triomphe de Thétis (sur un plafond du château de Nymphembourg), qui enleva tous les suffrages. Jouissant de la plus grande considération, et sa fortune s'accroissant chaque jour, il voulut revoir sa patrie, et vint avec sa famille se fixer à Berne en 1682. Une occasion d'y développer tout son talent lui fut offerte ; et il s'empressa de la saisir, en peignant, pour l'hôtel de ville, un grand tableau allégorique représentant Berne, protégée par des ours et entourée par la Foi et la Prospérité. On cite encore, parmi ses beaux ouvrages à l'huile, Adam et Ève dans le paradis terrestre, que l'on conserve à Bâle. 

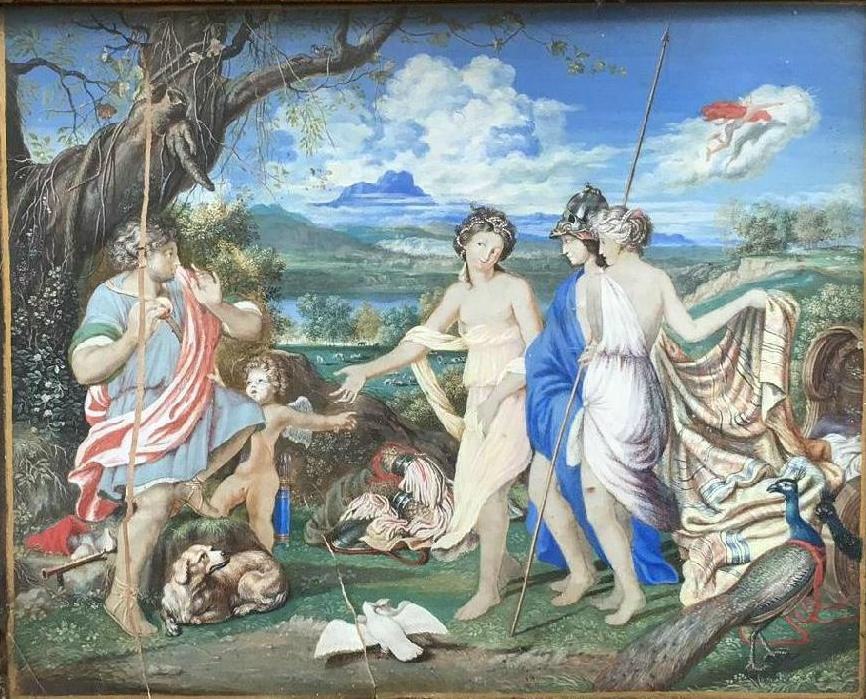
Junon, Vénus, Minerve et Paris

Pour occuper ses loisirs d'une manière utile à ses compatriotes, il établit dans sa maison une école où il recevait les jeunes gens qui manifestaient quelque goût pour les arts. L'électeur de Brandebourg, Frédéric Ier, ayant fondé une académie de peinture à Berlin, on nomma Werner professeur, avec une pension de quatorze cents reichsthalers. L'artiste se hâta de se transporter, avec sa famille, à Berlin. Mais le ministre Danckelman (de), qui l'avait fait nommer, ayant été disgracié, Wërner perdit sa place et sa pension. Heureusement qu'une succession qu'il eut à Munich rétablit sa fortune, que cet accident avait diminuée, non moins que l'inconstance qui l'avait toujours empêché de se fixer là où il aurait pu s'enrichir. Revenu de nouveau à Berne, il y mourut en 1710. Quoiqu'il peignît à l'huile avec un véritable talent, c'est surtout comme peintre en miniature qu'il a mérité d'être placé au premier rang des artistes.

## Élèves
- Anna Waser

## Source
« Joseph Werner », dans Louis-Gabriel Michaud, Biographie universelle ancienne et moderne : histoire par ordre alphabétique de la vie publique et privée de tous les hommes avec la collaboration de plus de 300 savants et littérateurs français ou étrangers, 2e édition, 1843-1865 [détail de l’édition]